# Шипска
Шипска (на албански: Sipskë или Sipska) или Шиписка или Шиписко е село в Югоизточна Албания, област Корча, община Корча.

## География
Разположено е в планина Островица, на 4 километра северно от Москополе (Воскопоя) и на около 20 километра западно от Корча.

## История
Селото се споменава в османски дефтер от 1530 година под името Шибиска, спахийски зиамет и тимар, със 113 ханета гяури, 37 ергени гяури и 6 вдовици гяурки.
През XVI и XVII век селището е важен арумънски търговски град. Шиписка е разорен по време на Руско-турската война от 1768 – 1774 година, поради откритата арумънска подкрепа за руснаците.
На Етнографската карта на Битолския вилает на Картографския институт в София от 1901 година Шипска е чисто влашко село в Корчанската каза на Корчанския санджак с 35 къщи.
Църквата „Свети Георги“ от 1963 година е културен паметник на Албания под № 67. Паметник на културата е и каменният Шипски мост.
До 2015 година е част от община Москополе.

## Личности
Родени в Шиписка
- Григоре Пиху (1903 - 1939), румънски политик, деец на Желязната гвардия[5]